# Неустойчивость Кельвина — Гельмгольца
Неустойчивость Кельвина — Гельмгольца возникает при наличии сдвига между слоями сплошной среды, либо когда две контактирующие среды имеют достаточную разность скоростей. При этом в сечении, перпендикулярном границе раздела этих сред, профиль скорости имеет точку перегиба (вторая производная скорости по координате сечения обращается в нуль). Как показал Рэлей, течение с наличием в профиле скорости точки перегиба является неустойчивым. Типичный пример такой нестабильности — возникновение волн на поверхности воды под действием ветра. Ещё пример — возмущение атмосферы на Юпитере.